# Paola Cardullo
Paola Cardullo (ur. 18 marca 1982 roku w Omegna) – włoska siatkarka, reprezentantka Włoch. Gra na pozycji libero. W 2002 roku zdobyła złoty medal Mistrzostw Świata, rozgrywanych w Niemczech. Dwukrotnie zdobyła mistrzostwo Europy w 2007 r. w Belgii i Luksemburgu oraz w 2009 r. w Polsce, na obu imprezach została wybrana jako najlepsza zawodniczka na pozycji libero. Zdobyła także dwa srebrne medale Mistrzostw Europy w 2001 r. w Bułgarii i 2005 r. w Chorwacji. Od sezonu 2019/2020 występuje w drużynie Savino Del Bene Scandicci.

## Sukcesy klubowe
Puchar CEV:
- 2003, 2009
- 2007

Mistrzostwo Włoch:
- 2004, 2009, 2010, 2011
- 2003, 2005, 2007

Superpuchar Włoch:
- 2003, 2005

Puchar Włoch:
- 2004, 2010, 2011, 2016

Liga Mistrzyń:
- 2005, 2012
- 2008

Puchar Top Teams:
- 2006

Puchar Francji:
- 2012

Mistrzostwo Francji:
- 2012

## Sukcesy reprezentacyjne
Igrzyska Śródziemnomorskie:
- 2001, 2009

Mistrzostwa Europy:
- 2007, 2009
- 2001, 2005

Mistrzostwa Świata:
- 2002

Grand Prix:
- 2004, 2005
- 2006, 2008

Puchar Świata:
- 2007

Puchar Wielkich Mistrzyń:
- 2009

## Nagrody indywidualne
- 2002: Nagroda Fair Play Mistrzostw Świata
- 2003: MVP Grand Prix
- 2004: Najlepsza libero Igrzysk Olimpijskich w Atenach
- 2005: Najlepsza przyjmująca Ligi Mistrzyń
- 2006: Najlepsza libero Pucharu Top Teams
- 2007: Najlepsza libero Mistrzostw Europy
- 2007: Najlepsza libero Pucharu Świata
- 2008: Najlepsza libero Ligi Mistrzyń
- 2009: Najlepsza libero Mistrzostw Europy
- 2012: Najlepsza libero Ligi Mistrzyń